# Oberbruck
Oberbruck là một xã ở tỉnh Haut-Rhin trong vùng Grand Est ở đông bắc Pháp. Xã này có diện tích 4,3 km², dân số năm 1999 là 461 người. Khu vực này có độ cao 460 mét trên mực nước biển.